# Tylovo nábřeží (Hradec Králové)
Tylovo nábřeží v Hradci Králové leží na pravém břehu Labe naproti historickému centru města. Bylo pojmenováno podle Josefa Kajetána Tyla a vede od Tyršova mostu přes náměstí Svobody k jezu Hučák. Nachází se na něm například Gymnázium J. K. Tyla a je z něho výhled na Muzeum východních Čech a Bílou věž. Od roku 2022 je před gymnáziem umístěn poesiomat.